# Bistrou

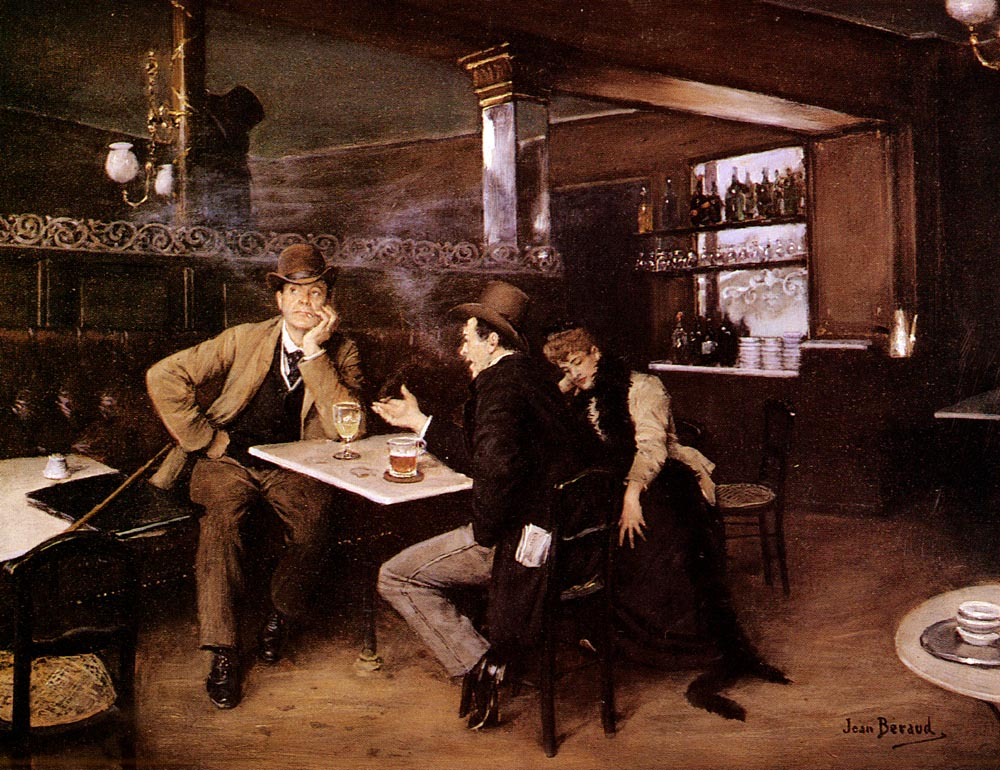
Bistrou

Un bistro sau bistrou /ˈbiːstroʊ/ este, în accepțiunea pariziană originală, un mic restaurant în care sunt servite mese simple la prețuri moderate, într-un spațiu modest. Bistrourile sunt definite mai ales prin mâncărurile pe care le servesc. Tipice sunt preparatele specifice bucătăriei franceze și alimentele gătite lent cum ar fi cassoulet, o tocană de fasole.

## Istoric
Bistrourile s-au dezvoltat probabil din bucătăriile de la subsolul clădirilor pariziene cu apartamente de închiriat, unde chiriașii plăteau atât pentru cazare, cât și pentru masă. Proprietarii își puteau completa veniturile prin deschiderea bucătăriilor către publicul plătitor. Meniurile au fost realizate având la bază alimente simple, care puteau fi pregătite în cantități mai mari și păstrate mai mult timp. De asemenea, se servea acolo vin și cafea.

## Etimologie

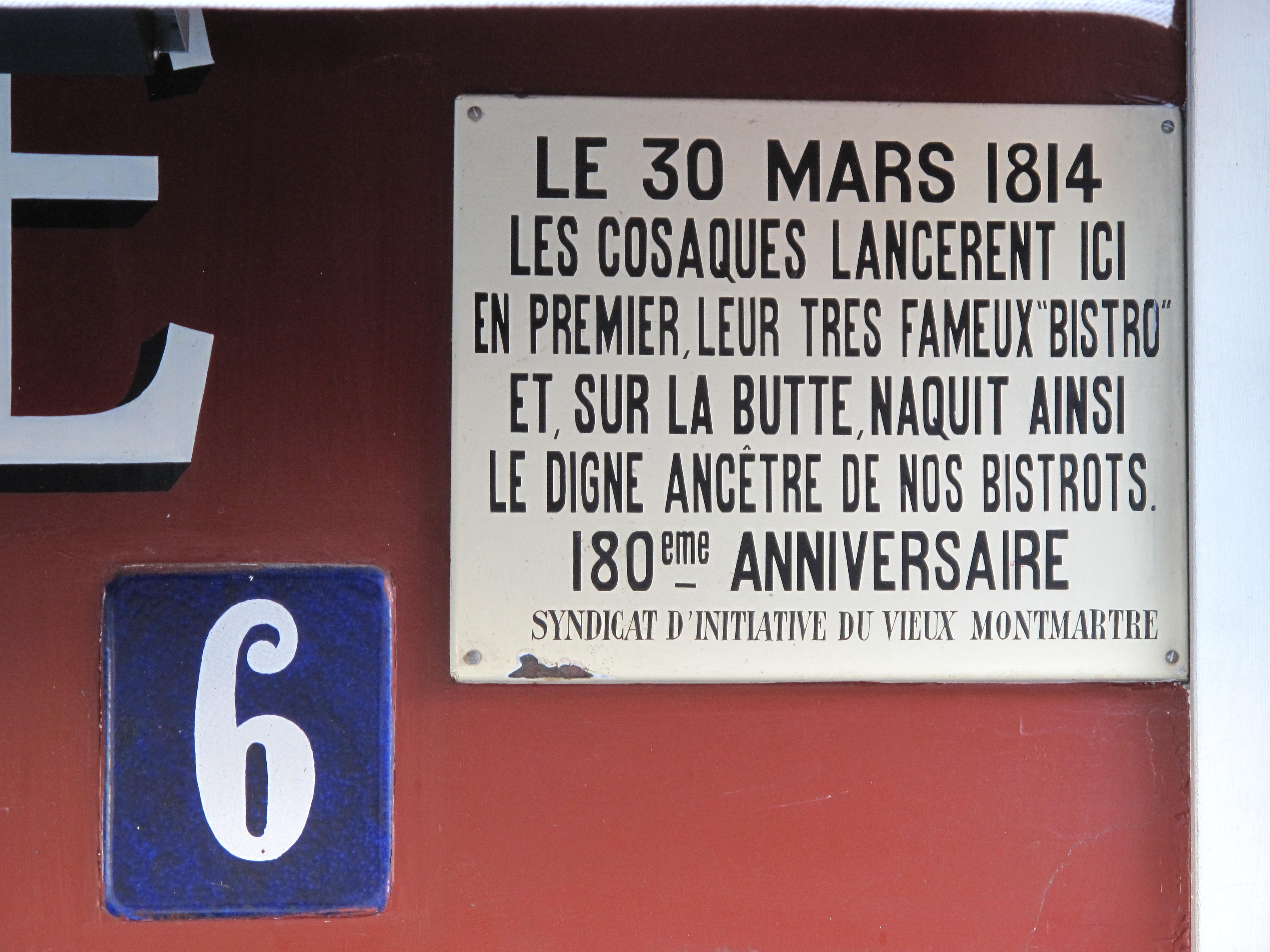
Placă prezentând legenda originii cuvântului „Bistro” în place du Tertre nr. 6, Paris

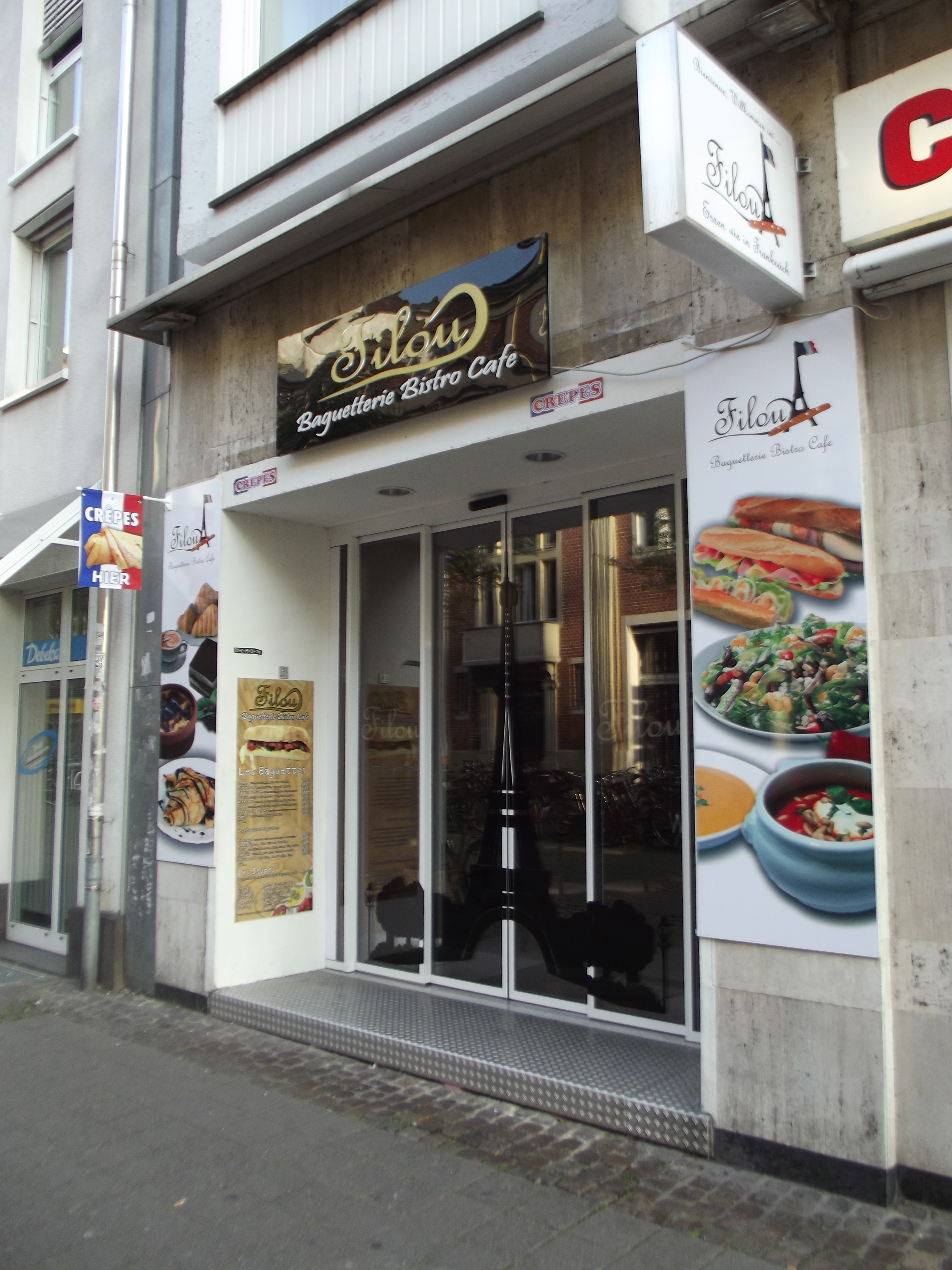
Bistrou în stil franțuzesc din Germania (Münster).

Etimologia cuvântului este neclară și se presupune că provine dintr-un regionalism: bistro, bistrot, bistingo, bistraud, bistouille sau bistrouille. Prima folosire atestată a cuvântului apare în 1884. Potrivit unei etimologii populare a cuvântului, acesta datează din perioada ocupării Parisului de către trupele ruse după Războaiele Napoleoniene. Această etimologie este respinsă, datorită decalajului de 69 de ani dintre originea propusă și prima atestare documentară..